# 2756 Dzhangar
2756 Dzhangar eller 1974 SG1 är en asteroid i huvudbältet som upptäcktes den 19 september 1974 av den ryska astronomen Ljudmila Tjernych vid Krims astrofysiska observatorium på Krim. Den har fått sitt namn efter ett epos av Kalmucker.